# (8591) Excubitor
(8591) Excubitor (6543 P-L) – planetoida z pasa głównego asteroid okrążająca Słońce w ciągu 5,63 lat w średniej odległości 3,16 au. Odkryta 24 września 1960 roku.